# Carina Sedevich
Carina Sedevich (Santa Fe de la Vera Cruz, 29 de junho de 1972) é uma poeta argentina.
Graduou-se em Comunicação pela Universidad Nacional de Villa María. É especialista em Semiótica e professora de ioga. Tem um filho, Francisco, nascido em 1991, e vive com sua gata, Mimí
Sua poesia causa impacto ao aliar delicadeza e objetividade.

## Obras
- 1998 - La Violencia de los Nombres - Ediciones Fe de Ratas, Santa Fe
- 2000 - Nosotros No - Lítote Ediciones, Santa Fe
- 2000 - Cosas dentro de Otra Cosa - Lítote Ediciones, Santa Fe
- 2012 - Como Segando un Cariño Oscuro - Llanto de Mudo Ediciones, Córdoba
- 2013 - Incombustible - Alción Editora, Córdoba
- 2014 - Escribió Dickinson - Alción Editora, Córdoba
- 2015 - Klimt - Suburbia Ediciones, Gijón; Club Hem Editores, La Plata
- 2015 - Gibraltar - Dínamo Poético Editorial, Córdoba
- 2016 - Un Cardo Ruso - Ediciones del Movimiento, Maracaibo; Alción Editora, Córdoba

No Brasil: Bola de Feno (2018) - Editora Moinhos
- 2017 - Cuadernos de Lolog - Pasto Ediciones, Córdoba
- 2017 - Lavar a la Madre[4][5]